# Сырково (Пречисто-Каменское сельское поселение)
Сырково — деревня в Кувшиновском районе Тверской области. Входит в состав Прямухинского сельского поселения.

## География
Находится в центральной части Тверской области на расстоянии приблизительно 19 км по прямой на восток от города Кувшиново, административного центра района.

## История
Была отмечена еще на карте Менде (состояние местности на 1848 год). В 1859 году здесь (сельцо Новоторжского уезда) было учтено 13 дворов. На карте 1924 года была отмечена как единая деревня с 26 дворами. До 2015 года входила в состав Пречисто-Каменского сельского поселения. С 2015 года при объединении сельских поселений вошла в состав Прямухинского сельского поселения. Восточная часть деревни стала учитываться отдельной деревней (до 2015 года в составе Борковского сельского поселения).

## Население
Численность населения составляла 141 человек (1859 год), 24 (русские 100 %) в 2002 году, 11 в 2010.